# Znajdź mnie w Paryżu
Znajdź mnie w Paryżu (ang. Find Me in Paris, od 2019) – francusko-niemiecki anglojęzyczny serial telewizyjny wyprodukowany przez ZDF i Cottonwood Media Serial miał swoją premierę 14 kwietnia 2018 roku we francuskim Disney Channel.
Drugi sezon serialu miał swoją premierę 16 sierpnia 2019 roku w serwisie Hulu. Trzeci sezon serialu miał swoją premierę 21 sierpnia 2020 roku w serwisie Hulu.
W Polsce serial miał premierę 1 października 2018 roku w serwisie HBO GO w wersji lektorskiej oraz w TVP ABC od 2 stycznia 2021 roku. Premiera serialu z polskim dubbingiem odbyła się 7 października 2019 roku na antenie Disney Channel.

## Fabuła

### Sezon 1
Rosyjska księżniczka z 1905 roku, Helena "Lena" Grisky, szkoli się na balerinę w operze paryskiej. Jednak Lena wpada w huragan kłopotów przez swojego nieostrożnego i impulsywnego chłopaka, Henriego. Henri nie wie o tajemnicy swojej rodziny, którzy potajemnie są podróżnikami w czasie, i odkrywa on naszyjnik z zegarem, który jego ojciec zostawił, i wręcza go w prezencie swojej dziewczynie, myśląc, że to kawałek biżuterii. Gdy matka Leny, księżniczka Alexandra Grisky, dowiaduje się o związku swojej córki z Henrim, postanawia zabrać ją z powrotem do Rosji na zawsze, co by znaczyło, że Lena będzie musiała przestać tańczyć. Nie chcąc rozstać się z chłopakiem i z baletem, Lena postanawia uciec z Henrim, ale naszyjnik od niego wysyła ją do przyszłości. Lena zostaje uwięziona w 2018 roku, podczas gdy Henri walczy, żeby odzyskać dziewczynę i odciągnąć złodziei czasu, którzy chcą złapać Lenę. 
Tymczasem w 2018 roku, Lena musi uczęszczać do szkoły baletowej w nowoczesnej operze paryskiej, żeby utrzymać w sekrecie swoją tożsamość, dopóki nie wróci do 1905 roku. Jednak, pomimo pragnienia powrotu do swoich czasów, Lena przyzwyczaja się do swojej nowej strefy czasowej i zaprzyjaźnia się z uczniami szkoły baletowej - Jeffem, Dashem i Ines, która zostaje jej najlepszą przyjaciółką i która odkrywa jej tajemnicę jako pierwsza. Lena również znajduje rywalkę: Bezwzględną Theę, która uważa, że Lena chce odebrać jej szansę jako najlepsza tancerka w szkole. Mimo że Lena nie zapomniała o Henrim, Lena zakochuje się w najlepszym uczniu szkoły, Maxie, który zostaje jej partnerem do tańca. Zaczyna również uwielbiać taniec hip-hop, gdy dołącza do grupy tanecznej Maxa. Teraz Lena stoi przed trudnym wyborem: wrócić do 1905 roku czy zostać w przyszłości.

### Sezon 2
Po zamknięciu portalu, Lena i Henri zostają uwięzieni w 2019 roku. Muszą mierzyć się ze ścigającym ich Biurem, a w międzyczasie na jaw wychodzą rodzinne sekrety Leny. Nawiązują się też nowe uczucia - Ines ciągnie do Pinky’ego, za to Thea, przebywająca w przeszłości, nawiązuje relację z Frankiem. Lena ciągle ma przed sobą ciężki wybór - być z Henrim, czy z Maxem oraz czy wrócić do przeszłości, czy układać nowe życie w XXI wieku.

### Sezon 3
Wracając do teraźniejszości, po wymazaniu wspomnień z podróży w czasie, Lena i zespół kończą swoje roczne egzaminy szkolne, niepewni swojej przyszłości lub przeszłości.

## Obsada

### Pierwszoplanowa obsada
- Jessica Lord – Lena Grisky
- Hannah Dodd – Thea Raphael
- Rory J. Saper – Max Alvarez (sezony 1-2)
- Eubha Akilade – Ines Lebreton
- Castle Rock – Jeff Chase
- Hiran Abeysekera – Dash Khan (sezon 1)
- Christy O'Donnell – Henri Duquet
- Terique Jarrett – Isaac Portier (sezony 2-3)

## Wersja polska[7]
Wystąpili:
- Weronika Bochat – Helena „Lena” Grisky
- Małgorzata Kozłowska – Ines Lebreton
- Aleksandra Radwan – Thea Raphael
- Karol Dziuba – Max Alvarez
- Karol Jankiewicz – Jeff Chase
- Jędrzej Hycnar – Dash Khan
- Józef Pawłowski – Henri Duquet
- Lucyna Malec – Gabrielle Carré
- Monika Węgiel-Jarocińska – Alexandra Grisky

Reżyseria: Katarzyna Ciecierska
Dialogi: Piotr Lenarczyk
Dźwięk: Adam Łonicki
Wersja polska: SDI Media Polska

## Spis odcinków

### Sezon 2 (2019)
| Nr | Tytuł                 | Tytuł polski           | Premiera         | Premiera w Polsce    |
| -- | --------------------- | ---------------------- | ---------------- | -------------------- |
| 27 | Moments Later         | Chwilę później         | 16 sierpnia 2019 | 12 października 2020 |
| 28 | New Year, New Rules   | Nowy rok, nowe zasady  | 16 sierpnia 2019 | 13 października 2020 |
| 29 | Out of Place          | Nie na miejscu         | 16 sierpnia 2019 | 14 października 2020 |
| 30 | Whatever It Takes     | Za wszelką cenę        | 16 sierpnia 2019 | 15 października 2020 |
| 31 | Game On               | Do boju                | 16 sierpnia 2019 | 16 października 2020 |
| 32 | Unexpected Allies     | Uważaj komu ufasz      | 16 sierpnia 2019 | 19 października 2020 |
| 33 | Close Call            | O mały włos            | 16 sierpnia 2019 | 20 października 2020 |
| 34 | Break a Leg           | Połamania nóg          | 16 sierpnia 2019 | 21 października 2020 |
| 35 | Guess Who's Back      | Zgadnij, kto wrócił    | 16 sierpnia 2019 | 22 października 2020 |
| 36 | New Kids On the BLOK  | ---                    | 16 sierpnia 2019 | 23 października 2020 |
| 37 | The Takeover          | ---                    | 16 sierpnia 2019 | 26 października 2020 |
| 38 | Ballet Off            | ---                    | 16 sierpnia 2019 | 27 października 2020 |
| 39 | Can't Beat the Elite  | Elita w akcji          | 16 sierpnia 2019 | 28 października 2020 |
| 40 | On the Run            | Ucieczka               | 16 sierpnia 2019 | 29 października 2020 |
| 41 | Like Father, Like Son | Jaki ojciec, taki syn  | 16 sierpnia 2019 | 30 października 2020 |
| 42 | Spread the Love       | W imię miłości         | 16 sierpnia 2019 | 2 listopada 2020     |
| 43 | Who's the Boss?       | Kto tu rządzi?         | 16 sierpnia 2019 | 3 listopada 2020     |
| 44 | The Brainy Bunch      | Szare komórki          | 16 sierpnia 2019 | 4 listopada 2020     |
| 45 | Sabotage              | Sabotaż                | 16 sierpnia 2019 | 5 listopada 2020     |
| 46 | Mystery Princess      | Tajemnicza księżniczka | 16 sierpnia 2019 | 6 listopada 2020     |
| 47 | Flash Forward         | Przeskok               | 16 sierpnia 2019 | 9 listopada 2020     |
| 48 | Mutiny at the Garnier | Bunt w Garnier         | 16 sierpnia 2019 | 10 listopada 2020    |
| 49 | Lost and Found        | Zniknięcie             | 16 sierpnia 2019 | 11 listopada 2020    |
| 50 | One Last Chance       | Ostatni plan           | 16 sierpnia 2019 | 12 listopada 2020    |
| 51 | He Knows              | On wie                 | 16 sierpnia 2019 | 13 listopada 2020    |
| 52 | Going Home            | Powrót do domu         | 16 sierpnia 2019 | 13 listopada 2020    |

### Sezon 3 (2020)
| Nr | Tytuł                 | Tytuł polski           | Premiera         | Premiera w Polsce |
| -- | --------------------- | ---------------------- | ---------------- | ----------------- |
| 53 | This is 1983          | Oto 1983               | 21 sierpnia 2020 | 22 marca 2021     |
| 54 | The Future of Dance   | Przyszłość tańca       | 21 sierpnia 2020 | 23 marca 2021     |
| 55 | Pair Up               | Parowanie              | 21 sierpnia 2020 | 24 marca 2021     |
| 56 | Trouble in Paradise   | Kłopoty w raju         | 21 sierpnia 2020 | 25 marca 2021     |
| 57 | The New Girl          | Nowa dziewczyna        | 21 sierpnia 2020 | 26 marca 2021     |
| 58 | Trip Down Memory Lane | W labiryncie wspomnień | 21 sierpnia 2020 | 29 marca 2021     |
| 59 | Slamming Doors        | Napięcie rośnie        | 21 sierpnia 2020 | 30 marca 2021     |
| 60 | Magic Kiss            | ---                    | 21 sierpnia 2020 | 31 marca 2021     |
| 61 | Old Friends           | ---                    | 21 sierpnia 2020 | 1 kwietnia 2021   |
| 62 | Down to the Wire      | ---                    | 21 sierpnia 2020 | 2 kwietnia 2021   |
| 63 | Family Reunion        | ---                    | 21 sierpnia 2020 | 2021              |
| 64 | The Nutcracker        | ---                    | 21 sierpnia 2020 | 2021              |
| 65 | Four Heirs            | ---                    | 21 sierpnia 2020 | 2021              |
| 66 | The Deal              | ---                    | 21 sierpnia 2020 | 2021              |
| 67 | You're All Out        | ---                    | 21 sierpnia 2020 | 2021              |
| 68 | Operation Armando     | Operacja Armando       | 21 sierpnia 2020 | 2021              |
| 69 | What If               | Co, jeśli...           | 21 sierpnia 2020 | 2021              |
| 70 | Who's Got Talent      | Kto ma talent?         | 21 sierpnia 2020 | 2021              |
| 71 | Only the Best         | Tylko najlepsi         | 21 sierpnia 2020 | 2021              |
| 72 | Rescue Mission        | Misja ratunkowa        | 21 sierpnia 2020 | 2021              |
| 73 | Video Undercover      | Potajemne wideo        | 21 sierpnia 2020 | 2021              |
| 74 | Time to Train         | Czas, aby potrenować   | 21 sierpnia 2020 | 2021              |
| 75 | No Dance Today        | Dziś nie ma tańca      | 21 sierpnia 2020 | 2021              |
| 76 | This Is It            | To jest to             | 21 sierpnia 2020 | 2021              |
| 77 | The Chosen One        | Wybraniec              | 21 sierpnia 2020 | 2021              |
| 78 | Make It or Break It   | Uda się albo zepsuje   | 21 sierpnia 2020 | 2021              |